# Рудолф Арнхајм
Рудолф Арнхајм (Берлин, 15. јул 1904 – Ен Арбор, 9. јун 2007) био је немачко-амерички психолог, есејиста, проучавалац уметности, филмски критичар и теоретичар.

## Биографија
Рудолф Арнхајм је од 1928. до 1933. године био уредник немачког магазина за политику, уметност и економију: Die Weltbühne, али и сарадник бројних других часописа у Немачкој све до 1933. године када по доласку Хитлера на власт емигрира  прво у Италију и Енглеску. Године 1940. одлази у Сједињене Америчке државе где је у почетку предавао психологију на мањим образовним установама: Sarah Lawrence College и  New School for Social Research. Недуго затим, као професор прелази на универзитете Колумбија и Харвард  где ради до 1974. године. Звање професора емеритуса остварио је на Универзитету Мичиген у Ан Арбору.

## Теорија филма
Био је следбеник Гешталт психологије по којој ни најелементарнији процеси посматрања не производе само механичке регистрације спољашњег света, већ стваралачки организују сиров сензорни материјал по начелима једноставности, правилности и равнотеже, начелима која управљају механизмом опажаја". Био је ученик Макса Вертхајмера (Max Wertheimer) и Волфганга Келера (Wolfgang Köhler). Своја знања из психологије опажања је примењивао на проучавање визуелних, првенствено пластичних уметности. Филмском теоријом се бавио повремено.
За разлику од теоретичара монтажне школе, Арнхајм у својој књизи: Филм као уметност (Film als Kunst, 1932), у Америчкој измењеној верзији: Film as Art, 1957. придаје одлучујући значај самом кадру, независно од његовог места у монтажи.
Рудолф Арнхајм схвата покретни фотографски снимак као антинатуралистички феномен који се заснива на механичким чиниоцима, што пасивну регистрацију стварног призора преображавају у изражајно средство, у посебни вид перцепције путем пројекције тродимензионалних предмета на равну површину, редуковањем дубине, осветљењем и одсутношћу боје, оквиром слике и удаљеношћу камере од предмета, одсутношћу просторно-временског континуента и невизуелног чулног света, тј. средствима ограничења која у процесу перцепције у односу на утисак стварности постају средства уобличавања. Управо разлика, која настаје путем тих преображаја, чини изражајна средства медија. Он још наводи да када технолошки напредак буде омогућио да се опажање филмске слике прибли опажању стварности, нпр, укључивањем звука, боје, треће димензије и других чулних канала, доћи ће до остварења потпуног филма који ће представљати крај могућности креације коју је неми филм осигуравао. Касније је Рудолф Арнхајм ублажио своје ставове и погледе на звучни филм (огледи: Епски и драмски филм / Epic and Dramatic Film, 1938; Филм и психологија / Films and Psychology, 1949; Уметност данас и филм / Art Today and Film, 1965; Тенденције западне уметности и опадање видљивости / Trends of Western Art and the Decadence of Visibility, 1970; О природи фотографије / On the Nature of Photography, 1974).

###### Остали радови донекле повезани са теоријом филма
- Радио, уметност звука / Radio, An Art of Sound, 1936;
- Уметност и визуелно опажање / Art and Visual Perception, 1954 - 1974;
- Према психологији уметности / Toward a Psychology of Art, 1966;
- Визуелно мишљење / Visual Thinking, 1969;
- Ентропија и уметност / Entropy and Art, 1971.